# Malte au Concours Eurovision de la chanson 1972
Malte a participé au Concours Eurovision de la chanson 1972 le 25 mars à Édimbourg. C'est la deuxième participation de Malte au Concours Eurovision de la chanson.
Le pays est représenté par le duo Helen & Joseph et la chanson L-imħabba (en) sélectionnés par TVM au moyen d'une finale nationale.

## Sélection

### Malta Song Festival 1972
Le radiodiffuseur maltais, TVM (Television Malta), à travers la 12e édition du Malta Song Festival (en), sélectionne l'artiste et la chanson représentant Malte pour sa première participation à l'Eurovision.
Cette édition du Malta Song Festival a eu lieu au début de l'année 1972 à La Vallette, des informations additionnelles ne sont pas connues. Renato (en), l'un des participants à la finale nationale, représentera par la suite Malte en 1975.
Les chansons sont toutes interprétées en maltais, langue nationale et l'une des deux langues officielles de Malte. C'est la dernière fois que toutes les chansons lors d'une sélection nationale maltaise sont chantées en maltais.

#### Finale
| Ordre | Artiste         | Chanson               | Traduction                 | Place |
| ----- | --------------- | --------------------- | -------------------------- | ----- |
| 1     | Helen Micallef  | Ghasfur tac-comb      | L'oiseau de plomb          | NC    |
| 2     | Carmen Sherry   | Din hi l-verita       | C'est la vérité            | NC    |
| 3     | Joe Bugeja      | Illum                 | Aujourd'hui                | NC    |
| 4     | Maryrose Mallia | Fejn tistrieh il-qalb | Où le cœur trouve le repos | NC    |
| 5     | Joe Cutajar     | L-imħabba (en)        | L'amour                    | 1     |
| 6     | Renato (en)     | Imhabba u paci        | Amour et paix              | NC    |

Lors de cette sélection, c'est la chanson L-imħabba (en), interprétée par Joe Cutajar, qui fut choisie pour représenter Malte au Concours Eurovision de la chanson 1972. Joe Cutajar sera rejoint par Helen Micallef à l'Eurovision où ils chantent la chanson en duo sous le nom Helen & Joseph.
Le chef d'orchestre sélectionné pour Malte à l'Eurovision 1972 est Charles Camilleri.

## À l'Eurovision
Chaque pays a un jury de deux personnes. Chaque juré attribue entre 1 et 5 points à chaque chanson.

### Points attribués par Malte
| 6 points | Irlande Italie                                        |
| 5 points | Autriche Belgique France Monaco Norvège Portugal      |
| 4 points | Allemagne Espagne Luxembourg Suède Suisse Yougoslavie |
| 3 points | Finlande Pays-Bas                                     |
| 2 points | Royaume-Uni                                           |

### Points attribués à Malte
| 10 points  | 9 points             | 8 points                     | 7 points                                                                                          | 6 points      |
| ---------- | -------------------- | ---------------------------- | ------------------------------------------------------------------------------------------------- | ------------- |
|            |                      |                              |                                                                                                   | - Royaume-Uni |
| 5 points   | 4 points             | 3 points                     | 2 points                                                                                          |               |
| - Finlande | - Irlande - Pays-Bas | - Allemagne - Monaco - Suède | - Autriche - Belgique - Espagne - Italie - Luxembourg - Norvège - Portugal - Suisse - Yougoslavie |               |

Helen & Joseph interprètent L-imħabba en neuvième position lors de la soirée du concours, suivant la Suisse et précédant la Finlande. Au terme du vote final, Malte termine 18e et dernière, ayant reçu 48 points au total,.